# Eucyclops paucidenticulatus
Eucyclops paucidenticulatus is een eenoogkreeftjessoort uit de familie van de Cyclopidae. De wetenschappelijke naam van de soort is voor het eerst geldig gepubliceerd in 1951 door Lindberg.